# چلارا
چلارا (به ایتالیایی: Cellara) یک کومونه در ایتالیا است که در استان کزنتزا واقع شده‌است. چلارا ۵ کیلومتر مربع مساحت و ۵۱۴ نفر جمعیت دارد و ۷۵۰ متر بالاتر از سطح دریا واقع شده‌است.